# Brendan Gleeson
Brendan Gleeson (Dublin, 29 de março de 1955) é um ator irlandês, conhecido por filmes como Braveheart, 28 Days Later e a série de filmes de Harry Potter.

## Biografia
Brendan Gleeson nasceu em Dublin, filho de Pat e Frank Gleeson. Em criança diz ter sido um leitor ávido. Foi educado na St. Joseph's CBS em Fairview, Dublin, onde pertenceu ao grupo de teatro da escola. Mais tarde, frequentou a University College Dublin e recebeu formação de representação. Depois de terminar os estudos, trabalhou vários anos como professor substituto de Irlandês e Inglês na Belcamp College, no norte de Dublin. Na altura, conciliava este trabalho com trabalhos semi-profissionais como ator em produções teatrais em Dublin e arredores. Ele despediu-se do seu emprego como professor para se dedicar a tempo inteiro à representação em 1991.
É casado com Mary Weldon desde 1982 e tem quatro filhos: Domhnall (que atuou como Gui Weasley em Harry Potter e as Relíquias da Morte parte 1 e 2), Fergus, Brían e Ruari. Atualmente mora em Malahide, na Irlanda.
Gleeson também é talentoso com o violino. É amigo próximo de outros atores irlandeses, como Cillian Murphy, Liam Neeson e Stephen Rea. Brendan fala Irlandês fluentemente e é um defensor e promotor da língua.
Numa entrevista com a estação de rápido NPR, enquanto promovia o filme Calvary, Brendan revelou que sofreu de abusos por parte de um membro da congregação Christian Brothers quando era criança: "Lembro-me de um Christian Brother em particular que me apalpou a certa altura. Não foi muito traumático e foi um caso único, foi só uma coisa estranha que aconteceu".

## Carreira

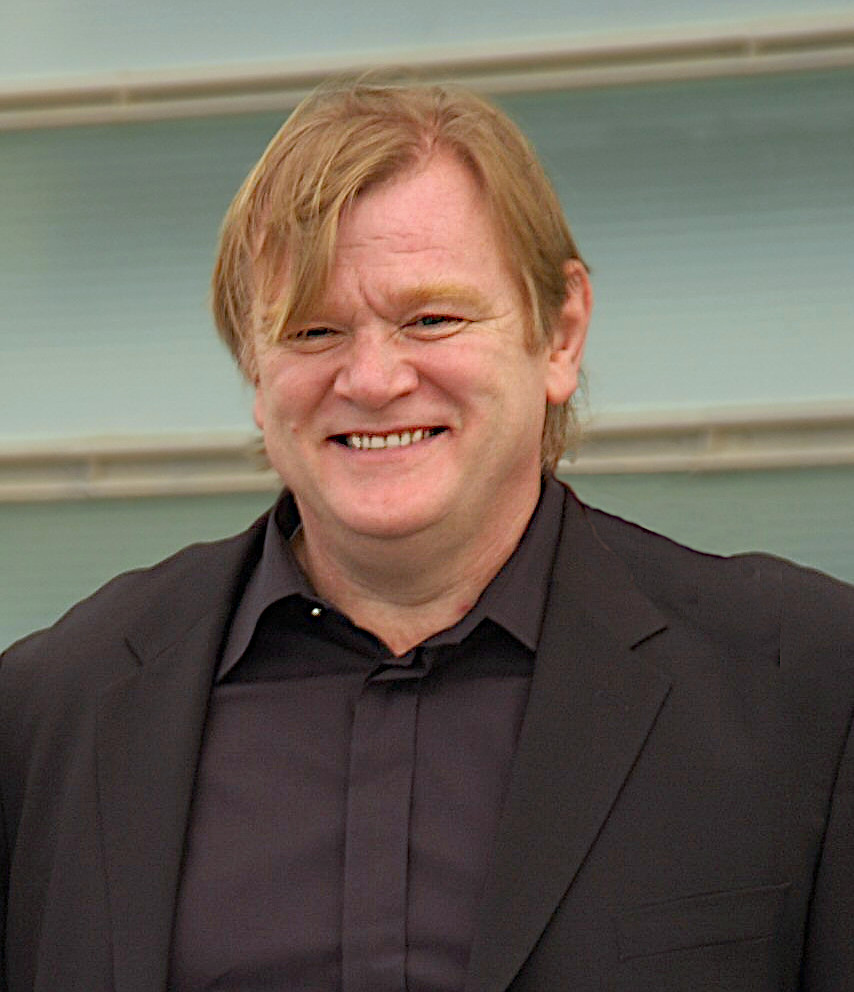
Brendan Gleeson

Como membro da companhia de teatro Passion Machine, sediada em Dublin, Brendan participou em várias peças de grande sucesso, entre elas Wasters (1985), Brownbread (1987) e Home (1988). Escreveu também três peças para a companhia: The Birdtable (1987), Breaking Up (1988) e Babies and Bathwater (1994), tendo encenado as duas primeiras. Entre os seus trabalhos no teatro em Dublin encontram-se ainda as peças The Double Bass e The Year of the Hiker de John B. Keane.
Gleeson começou a atuar em filmes aos 34 anos de idade. O projeto que o tornou conhecido na Irlanda surgiu em 1991 quando interpretou o papel do líder revolucionário irlandês Michael Collins no telefilme The Treaty. No ano seguinte, o seu desempenho valei-lhe o Jacob´s Award.
Depois, atuou em mais de 30 filmes incluindo Braveheart, I Went Down, Michael Collins, Gangs of New York, Cold Mountain, 28 Days Later, Troy, Kingdom of Heaven, Artificial Intelligence: AI e The Village. Ele recebeu excelentes críticas por sua atuação como o gangster irlandês Martin Cahill no filme The General de John Boorman em 1998.
Gleeson também participou de outros três filmes de grande sucesso interpretando o professor Alastor "Olho-Tonto" Moody na série de filmes de Harry Potter, Harry Potter e o Cálice de Fogo, Harry Potter e a Ordem da Fênix e Harry Potter e as Reliquias da Morte: Parte 1.
Em 2008, protagonizou, com Colin Farrell, o filme In Bruges sobre dois assassinos contratados que se vêm obrigados a permanecer na cidade de Bruges à espera de ordens do seu patrão depois de um trabalho correr mal. Tanto o filme como os seus atores receberam elogios da crítica e Brendan foi nomeado pela primeira vez para um Globo de Ouro e para um BAFTA pelo seu desempenho neste filme. Brendan já tinha trabalhado com o realizador de In Bruges, Martin McDonagh, na curta-metragem Six Shooter, que venceu o Óscar de Melhor Curta-Metragem em 2006.
No ano seguinte, Brendan interpretou o papel de Winston Churchill no telefilme da HBO Into the Storm, que retrata os anos em que o Primeiro-Ministro esteve no poder durante a Segunda Guerra Mundial. O telefilme recebeu críticas bastante positivas e valei a Brendan o Emmy e o Satellite Award de Melhor Ator em Minissérie ou Telefilme e uma nomeação na mesma categoria para os Globos de Ouro e os BAFTA TV.
Brendan conseguiu a sua terceira nomeação para os Globos de Ouro em 2012 pelo seu papel no filme de comédia The Guard, sobre um polícia irlandês sem rodeios que se junta a um agente do FBI (Don Cheadle) para investigar um cartel de droga.
Nos anos seguintes, Brendan participou em filmes de grande destaque como Edge of Tomorrow, In the Heart of the Sea e Assassin's Creed. Recebeu elogios da crítica pelo seu desempenho nos filmes Calvary e Suffragette. Em Calvary, Brendan interpreta o papel de um padre de uma pequena comunidade que é ameaçado de morte durante uma confissão e que tal ocorrerá daí a uma semana e tem de enfrentar vários desafios durante esse tempo. Em Suffragette, um filme sobre a luta das mulheres do Reino Unido pelo direito ao voto, interpreta o papel de um Inspetor da polícia. Estes papéis valeram-lhe o prémio de Melhor Ator em 2014 e de Melhor Ator Secundário em 2015 nos British Independent Film Awards.

## Filmografia
| Ano  | Filme                                         | Papel                                        | Notas |
| ---- | --------------------------------------------- | -------------------------------------------- | --- |
| 1989 | Dear Sarah                                    | Brendan Dowd                                 | TV |
| 1990 | Hard Shoulder                                 | Lorry Driver                                 | TV |
| 1990 | The Field                                     | Quarryman                                    | |
| 1991 | In the Border Country                         | Farmer                                       | |
| 1991 | Saint Oscar                                   |                                              | TV |
| 1991 | The Treaty                                    | Michael Collins                              | TV |
| 1992 | The Bargain Shop                              | Jim Kennedy                                  | |
| 1992 | M.A.N.: Matrix Adjusted Normal                | Dr. Abraham                                  | Short |
| 1992 | Far and Away                                  | Social Club Policeman                        | |
| 1992 | Conneely's Choice                             | Josie Conneely                               | Short |
| 1992 | Into the West                                 | Inspector Bolger                             | |
| 1993 | The Snapper                                   | Lester                                       | TV |
| 1993 | Love Lies Bleeding                            | Thomas Macken                                | TV |
| 1994 | The Lifeboat                                  | Leslie Parry                                 | série |
| 1995 | The Life of Reilly                            | Patient                                      | curta-metragem |
| 1995 | Braveheart                                    | Hamish Campbell                              | |
| 1995 | Kidnapped                                     | Colin Campbell of Glenure, the Red Fox       | |
| 1996 | Angela Mooney                                 | Barney Mooney                                | |
| 1996 | Michael Collins                               | Liam Tobin                                   | |
| 1996 | Trojan Eddie                                  | Ginger                                       | |
| 1997 | Angela Mooney                                 | Barney Mooney                                | |
| 1997 | Spaghetti Slow                                | Frank Ferguson                               | |
| 1997 | Turbulence                                    | Stubbs                                       | |
| 1997 | The Butcher Boy                               | Father Bubbles                               | |
| 1997 | A Further Gesture                             | Richard                                      | |
| 1997 | I Went Down                                   | Bunny Kelly                                  | Nomeado—National Society of Film Critics Award de Melhor Ator |
| 1998 | Making the Cut                                | Flanagan                                     | TV |
| 1998 | The General                                   | Martin Cahill                                | Nomeado—National Society Critics Award de Melhor Ator Nomeado—Satellite Award de Melhor Ator em filme dramático |
| 1998 | This Is My Father                             | Guarda Jim                                   | TV |
| 1998 | The Tale of Sweety Barrett                    | Sweet Barrett                                | |
| 1999 | Lake Placid                                   | Sheriff Hank Keough                          | |
| 1999 | My Life So Far                                | Jim Menries                                  | |
| 2000 | Mission: Impossible II                        | John C. McCloy                               | |
| 2000 | Harrison's Flowers                            | Marc Stevenson                               | |
| 2000 | Saltwater                                     | Simple Simon                                 | |
| 2000 | Wild About Harry                              | Harry McKee                                  | |
| 2001 | J.J. Biker                                    |                                              | |
| 2001 | Cáca Milis                                    | Paul                                         | Short |
| 2001 | The Tailor of Panama                          | Michelangelo 'Mickie' Abraxas                | |
| 2001 | A.I. Artificial Intelligence                  | Lord Johnson-Johnson                         | |
| 2002 | 28 Days Later                                 | Frank                                        | |
| 2002 | Gangs of New York                             | Walter 'Monk' McGinn                         | |
| 2002 | Dark Blue                                     | Jack Van Meter                               | |
| 2003 | Cold Mountain                                 | Stobrod Thewes                               | |
| 2004 | In My Country                                 | De Jager                                     | |
| 2004 | Troy                                          | Menelaus                                     | |
| 2004 | The Village                                   | August Nicholson                             | |
| 2004 | Six Shooter                                   | Donnelly                                     | Short |
| 2005 | Kingdom of Heaven                             | Raynald of Châtillon                         | |
| 2005 | Breakfast on Pluto                            | John Joe Kenny                               | |
| 2005 | Harry Potter and the Goblet of Fire           | Alastor "Mad-Eye" Moody/Bartemius Crouch Jr. | |
| 2006 | Studs                                         | Walter Keegan                                | Nomeado—IFTA Award Melhor Ator em Filme |
| 2006 | The Tiger's Tail                              | Liam O'Leary                                 | |
| 2007 | Black Irish                                   | Desmond                                      | |
| 2007 | Harry Potter and the Order of the Phoenix     | Alastor "Mad-Eye" Moody                      | |
| 2007 | Beowulf                                       | Wiglaf                                       | Voz |
| 2008 | In Bruges                                     | Ken                                          | Nomeado—IFTA Award Melhor Ator em Filme Nomeado—BAFTA de Melhor Ator Nomeado—British Independent Film Award de Melhor Ator Nomeado—Globo de Ouro de Melhor Ator - Comédia ou Musical Nomeado—Satellite Award de Melhor Ator - Comédia ou Musical                                               |
| 2009 | The Secret of Kells                           | Abbot Cellach                                | Voz |
| 2009 | Into the Storm                                | Winston Churchill                            | TV Ganhou—Emmy de Melhor Ator em minissérie ou telefilmes Ganhou—Satellite Award de Melhor Ator em Minissérie ou telefilme Nomeado—IFTA Award Melhor Ator em Telefilme Nomeado—British Academy Television Award de Melhor Ator Nomeado—Globo de Ouro de Melhor Ator em Minissérie ou telefilme |
| 2009 | Perrier's Bounty                              | Darren Perrier                               | Nomeado—IFTA Award Melhor Ator Coadjuvante |
| 2010 | Green Zone                                    | Martin Brown                                 | |
| 2010 | Harry Potter and the Deathly Hallows – Part 1 | Alastor "Mad-Eye" Moody                      | |
| 2010 | Noreen                                        | Con Keogh                                    | Curta-metragem |
| 2011 | The Guard                                     | Sargento Gerry Boyle                         | Nomeado—British Independent Film Award de Melhor Ator Nomeado—Globo de Ouro de Melhor Ator - Comédia ou Musical Nomeado—Satellite Award de Melhor Ator Nomeado—IFTA Award Melhor Ator em Filme                                                                                                 |
| 2011 | Albert Nobbs                                  | Dr. Holloran                                 | Nomeado—IFTA Award Melhor Ator em Filme |
| 2011 | The Cup                                       | Dermot Weld                                  | |
| 2012 | Safe House                                    | David Barlow                                 | |
| 2012 | The Raven                                     | Capitão Charles Hamilton                     | |
| 2012 | The Pirates! In an Adventure with Scientists! | Pirate with Gout                             | Voz |
| 2012 | The Company You Keep                          | Henry Osborne                                | |
| 2013 | The Smurfs 2                                  | Victor Doyle                                 | |
| 2013 | The Grand Seduction                           | Murray French                                | |
| 2014 | Calvary                                       | Padre James Lavelle                          | Ganhou—Boston Film Critics Association Award de Melhor Ator Ganhou—British Independent Film Award Melhor Ator Ganhou—San Diego Film Critics Society Award de Melhor Ator Ganhou—IFTA Award Melhor Ator Nomeado—Detroit Film Critics Society Award de Melhor Ator                               |
| 2014 | Edge of Tomorrow                              | General Brigham                              | |
| 2014 | Song of the Sea                               | Conor                                        | Voz |
| 2014 | Stonehearst Asylum                            | The Alienist                                 | |
| 2015 | Suffragette                                   | Arthur Steed                                 | Ganhou-- British Independent Film Award de Melhor Ator Coadjuvante |
| 2015 | In the Heart of the Sea                       | Old Thomas Nickerson                         | |
| 2015 | Pursuit                                       | Searbhán                                     | |
| 2016 | Alone in Berlin                               | Otto Quangel                                 | |
| 2016 | Trespass Against Us                           | Colby                                        | |
| 2016 | Atlantic                                      | Narrador                                     | Voz |
| 2016 | Live by Night                                 | Thomas Coughlin                              | |
| 2016 | Assassin's Creed                              | Joseph                                       | |
| 2017 | Hampstead                                     | Donald Horner                                | |
| 2017 | Paddington 2                                  | Knuckles McGinty                             | |
| 2018 | Captain Morten and the Spider Queen           | Pai                                          | Voz |
| 2018 | Psychic                                       | Jeremiah                                     | Curta-metragem; diretor |
| 2018 | The Ballad of Buster Scruggs                  |                                              | |
| 2019 | Frankie                                       | Jimmy                                        | |
| 2019 | Ghost in the Graveyard                        |                                              | |
| 2021 | Riverdance: The Animated Adventure            |                                              | Voz |
| 2021 | The Tragedy of Macbeth                        |                                              | |
| 2022 | The Banshees of Inisherin                     | Colm Doherty                                 | |
| 2024 | Joker: Folie à Deux                           | Jackie Sullivan                              | |